# HD 77653
HD 77653，又名CD-51 3430，SAO 236518、HR 3605，是一颗恒星，视星等为5.23，位于銀經271.75，銀緯-3.81，其B1900.0坐标为赤經8h 58m 38.2s，赤緯-51° -3.81′ 42″。